# Bactrocera hypomelaina
Bactrocera hypomelaina
 es una especie de díptero que Drew describió por primera vez en 1989. Bactrocera hypomelaina pertenece al género Bactrocera de la familia Tephritidae. 